# SDP45型柴油机车
SDP45型柴油机车是美国通用汽车易安迪公司（GM-EMD）于1967年推出，在SD45型柴油机车基础上发展而来的一款干线客货运通用柴油机车。
1965年，易安迪公司宣布同时推出9款标准型柴油机车，这一系列的机车实现了高度的标准化，全部采用全新的645系列柴油机，功率等级范围为1000～6000马力，3000马力以上的车型均采用交流牵引发电机，而3000马力以下的车型则采用传统的直流牵引发电机。标准型机车除了包括3000马力等级的GP40、SD40型柴油机车，以及2000马力等级的GP38、SD38型柴油机车之外，还提供了3600马力的SD45型柴油机车供铁路公司选择，这是当时产品线中功率最大的六轴柴油机车。
随后，易安迪为了满足部分铁路公司对牵引旅客列车的需求，在SD45型柴油机车基础上开发出干线客货运通用的SDP45型柴油机车。与SD45型柴油机车相比，其主要特点为将车体底架长度延长了约5英尺，在车体内部增加了为列车供暖的蒸汽锅炉，车体下部增设用于为蒸汽锅炉供水的水箱，容量为3,000美制加仑（11,000公升），并改变了牵引齿轮传动比以提升最高运行速度。1967年5月至1970年8月，易安迪公司制造了共52台SDP45型柴油机车，主要用户包括伊利拉克瓦纳铁路、南太平洋铁路和大北方铁路。
SDP45型柴油机车是干线客货运通用的六轴柴油机车，采用单司机室、底架承载结构、双侧外走廊的罩式车体，车体上部自前向后由电气室、司机室、动力室、冷却室四部分组成。机车走行部为两台“Flexicoil”三轴转向架，采用导框式轴箱定位、橡胶摩擦减振器、两系弹簧悬挂装置（一系为轴箱螺旋圆弹簧，二系为摇枕螺旋弹簧）、心盘牵引装置、双侧闸瓦制动。动力装置为一台3,600马力、20气缸、二冲程、水冷式、涡轮增压的20-645E3型柴油机。传动系统采用交—直流电传动，柴油机输出轴通过联轴器驱动一台AR10型交流发电机，发出的交流电通过大功率硅整流装置转换为直流电，然后供给六台D77型直流牵引电动机。牵引电动机采用轴悬式驱动方式，牵引齿轮传动比为4.13（62：15）。